# 紫身短體鰻
紫身短體鰻（学名：Brachysomophis porphyreus），又名紫身短體蛇鰻、鰻、硬骨篡、土龍，為輻鰭魚綱鰻鱺目糯鰻亞目蛇鰻科的其中一種，分布於西北太平洋的台灣、中國南部及日本南部海域，棲息深度可達20公尺，體長可達130公分，棲息在泥底質海域，屬肉食性。
其种加词“Porphyreus”意为“紫色的”。